# Kumlu
Kumlu ist eine Stadtgemeinde (Belediye) im gleichnamigen Ilçe (Landkreis) der Provinz Hatay in der türkischen Mittelmeerregion und gleichzeitig ein Stadtbezirk der 2012 gebildeten Büyükşehir Belediyesi Hatay (Großstadtgemeinde/Metropolprovinz). Kumlu ist seit der Gebietsreform ab 2013 flächen- und einwohnermäßig identisch mit dem Landkreis.

## Geographie
Kumlu liegt im Osten der Provinz und grenzt im Osten an das syrische Gouvernement Aleppo. Im Norden sind Kırıkhan, im Westen der Hauptstadtkreis Antakya und im Süden Reyhanlı die Nachbarn. Kumlu ist der kleinste Kreis/Stadtbezirk und liegt in der Bevölkerungsliste auf Platz 12. Die Bevölkerungsdichte ist die niedrigste der Provinz.
Das ehemals sumpfige Gebiet wurde 1945 zur Besiedlung freigegeben und nach und nach wurden die Sümpfe trockengelegt. Mit dem Anwachsen der Bevölkerung wurde 1968 im Ort Killik ein Bürgermeisteramt eingerichtet und der Name Kumlu (dt.: Sandig) offiziell.

## Verwaltung
1990 wurde der Landkreis Kumlu gebildet (Gesetz Nr. 3644). Bis dahin war er eine Nahiye bzw. ein Bucak im Kreis Reyhanlı. Der Bucak umfasste zwölf Köy und dem gleichnamigen Verwaltungssitz Kumlu (Bucak Merkez). Der Verwaltungssitz wurde mehrfach umbenannt (Curcurum, Batıayrancı, Batıayrancı, Hamam, Kilik) und heißt seit 1970 Belediye Kumlu.
(Bis) Ende 2012 bestand der Landkreis aus der Kreisstadt und 13 Dörfern (Köy), die während der Verwaltungsreform 2014 in Mahalle (Stadtviertel/Ortsteile) überführt wurden. Die drei bestehenden Mahalle der Kreisstadt blieben erhalten, die Anzahl der Mahalle stieg auf 16. Ihnen steht ein Muhtar als oberster Beamter vor.
Ende 2020 lebten durchschnittlich 840 Menschen in jedem Mahalle, 2.041 Einw. im bevölkerungsreichsten (Gökçeoğlu Mah.).

## Bevölkerung
Die linke Tabelle zeigt die Ergebnisse der Volkszählungen für den Bucak und den Verwaltungssitz des Bucak, die E-Books der Originaldokumente entnommen wurden. Diese können nach Suchdateneingabe von der Bibliotheksseite des TÜIK heruntergeladen werden.
Die rechte Tabelle zeigt die Bevölkerungsfortschreibung des Bucaks bzw. Kreises/Stadtbezirks Kumlu und dessen Verwaltungssitz. Die Daten wurden durch Abfrage über das MEDAS-System des Türkischen Statistikinstituts TÜIK nach Auswahl des Jahres und der Region ermittelt.

| Volkszählung | Volkszählung     | Volkszählung          |
| Jahr         | Bucakbevölkerung | davon Verwaltungssitz |
| ------------ | ---------------- | --------------------- |
| 1940         | 5.039            | 0.393                 |
| 1945         | 5.516            | 0.618                 |
| 1950         | 8.071            | 0.370                 |
| 1955         | 8.361            | 0.744                 |
| 1960         | 8.997            | 0.131                 |
| 1965         | 9.724            | 2.257                 |
| 1970         | 9.223            | 2.455                 |
| 1975         | 10.910           | 3.122                 |
| 1980         | 18.772           | 3.367                 |
| 1985         | 14.331           | 4.919                 |
| 1990         | 15.541           | 6.142                 |
| 2000         | 16.070           | 6.629                 |

| Bevölkerungsfortschreibung | Bevölkerungsfortschreibung | Bevölkerungsfortschreibung |
| Jahr                       | Bucakbevölkerung           | davon Verwaltungssitz      |
| -------------------------- | -------------------------- | -------------------------- |
| 2007                       | 13.210                     | 5.452                      |
| 2008                       | 13.726                     | 5.255                      |
| 2009                       | 13.623                     | 5.167                      |
| 2010                       | 13.239                     | 4.923                      |
| 2011                       | 13.156                     | 4.879                      |
| 2012                       | 13.065                     | 4.855                      |
| Jahr                       | Kreisbevölkerung           | davon Kreisstadt           |
| 2013                       | 13.241                     | 13.241                     |
| 2014                       | 13.345                     | 13.345                     |
| 2015                       | 13.060                     | 13.060                     |
| 2016                       | 13.172                     | 13.172                     |
| 2017                       | 13.228                     | 13.228                     |
| 2018                       | 14.233                     | 14.233                     |
| 2019                       | 13.686                     | 13.686                     |
| 2020                       | 13.445                     | 13.445                     |